# Gerry Fitt
Gerry Fitt, né le 9 avril 1926 à Belfast et mort le 26 août 2005 à Londres, est un homme politique nord-irlandais. Il est le fondateur du Parti social-démocrate et travailliste, un parti social-démocrate et nationaliste irlandais.  

## Biographie
Fitt naît le 9 avril 1926 à Belfast, au sein d'une workhouse de la Lisburn Road, et est baptisé Gerald à l'infirmerie de celle-ci par le Frère JB Murray, un vicaire de l'Église Sainte-Brigitte. George et Marie Fitt adoptent Gerald. Celui-ci étudie au sein d'une école des Frères chrétiens. Il est chauffeur au sein de la marine marchande britannique jusqu'en 1953, l'ayant rejoint en 1941 lors de la Seconde Guerre mondiale. Fitt est témoin du naufrage du HMS Bluebell, duquel un survivant réchappa. Son frère aîné George, un Irish Guard, a été tué lors de la Bataille de Normandie,. 
Résidant dans le quartier nationaliste Beechmount de Falls Road, il se présente en tant que candidat du Dock Labour Party aux élections municipales partielles de 1956, mais la perd face à Paddy Devlin du Parti travailliste irlandais, qui deviendra plus tard son plus proche allié. En 1958, il est élu au conseil municipal de Belfast en tant que membre du Parti travailliste irlandais. 
En 1962, Fitt remporte un siège à Stormont du Parti unioniste d'Ulster, devenant le seul membre du Parti travailliste irlandais. Deux années plus tard, il quitte le Parti travailliste irlandais et s'associe à Harry Diamond, l'unique député républicain-socialiste du Stormont, dans le but de fonder le Parti travailliste républicain. 
Lors des Élections générales britanniques de 1966, Fitt remporte le siège de Belfast West au sein du Parlement du Royaume-Uni. L'Association nord-irlandaise pour les droits civiques est lancée en 1967 et Fitt en est le principal porte-parole. 
Il utilise Westminster en tant que tribune afin d'intéresser les membres du Parlement britannique concernant les problèmes et les troubles que rencontrent l'Irlande du Nord. Le 28 août 1968, il traite une motion de la Chambre des communes du Royaume-Uni, signée par 60 députés de base du Parti travailliste, critiquant l'action de la Police royale de l'Ulster à Dungannon le 24 août lors de la première manifestation des droits civiques en Irlande du Nord, demandant à ce que : "les citoyens nord-irlandais devraient bénéficier des mêmes droits de manifestation pacifique que ceux des autres régions du Royaume-Uni". 
De nombreux députés sont présents lors de la manifestation des droits civiques le 5 octobre 1968 à Derry, lorsque Fitt a été roué de coups par la Police royale de l'Ulster. Dans un film de Raidió Teilifís Éireann, où Fitt figure en bonne place, la charge de la police à coups de matraque sur la manifestation pacifique, mais illégale, a attiré l'attention du monde entier sur les allégations de l'Association nord-irlandaise pour les droits civiques. 
L'année suivante, Fitt annonce lors d'une conférence de presse faisant suite aux émeutes du mois d'août 1969 ayant eu lieu à Belfast que ces troubles avaient été créés par une décision de "prendre des mesures afin de tenter de repousser les forces engagées dans la zone de Bogside".
Fitt soutient la candidature de Bernadette Devlin aux élections partielles du Mid Ulster de 1969. Le succès de Devlin accroît grandement l'autorité de Fitt aux yeux de nombreux politologues britanniques, d'autant plus qu'il a produit une deuxième voix sur le sol de la Chambre des communes du Royaume-Uni ayant défié le point de vue unioniste au temps où Harold Wilson ainsi que d'autres ministres britanniques commencèrent à être attentifs. Dans son discours inaugural, il demande une investigation au sein du gouvernement unioniste nord-irlandais.
Fitt est élu en tant que républicain socialiste et dévoile une plaque au foyer de Falls Road où James Connolly, le meneur socialiste de l'Insurrection de Pâques 1916 irlandais a vécu. Il est anxieux à l'idée de fonder un mouvement général qui mettrait l'hégémonie unioniste à l'épreuve. Au même moment, une nouvelle génération de catholiques, beaucoup d'entre eux ayant obtenu pour la première fois un diplôme d'études secondaires et universitaires en raison de la création d'après-guerre de l'État-providence, sont déterminés à faire se faire entendre.
En août 1970, Fitt devient le premier chef d'une coalition de meneurs nationaliste des droits civiques ayant fondé le Parti social-démocrate et travailliste. Le parti se fonde sur de grands espoirs - rejetant l'abstentionnisme et contenant un nombre de protestants importants et sans la marque d'infamie du conservatisme et de l'impuissance environnant le vieux parti nationaliste. Mais déjà à ce moment-là, l’Irlande du Nord se dirige tête baissée vers une quasi-guerre civile et la majorité des unionistes demeurent hostiles. 
À la suite de la dissolution de Stormont en 1972 et l'établissement de l'Assemblée d'Irlande du Nord en 1973, il devient directeur général adjoint de l'éphémère Exécutif de partage du pouvoir créé par l'accord de Sunningdale. L'exécutif partageant le pouvoir prend ses fonctions en janvier 1974. Les années de régime unioniste à parti unique prennent fin avec l'arrivée du Parti social-démocrate et travailliste ainsi que le parti Alliance au sein de l'exécutif aux côtés de l'aile Brian Faulkner de l'unionisme. Les débats font toujours rage sur la mesure dans laquelle Fitt, par opposition à John Hume, contribue à façonner l'accord. Fitt est certainement de moins en moins engagé dans les préoccupations nationalistes de la majorité du Parti social-démocrate et travailliste. 
Au sein de la communauté nationaliste, le Sinn Féin condamne l'accord de Sunningdale comme étant en deçà du retrait britannique ainsi que d'une Irlande unie,. La plupart des unionistes s'opposent à l'accord de Sunningdale et l'exécutif s'effondre lorsqu'il se confronte à la Grève du Conseil des travailleurs d'Ulster. 
Le Parti social-démocrate et travailliste développe une stratégie politique d'appeler au partage du pouvoir au sein de l'Irlande du Nord en même temps que l'adoption d'une dimension pan-irlandaise. Fitt fait du partage du pouvoir sa priorité, et a l'impression que les demandes d'une dimension entièrement irlandaise aliènent les unionistes tandis qu'ils tiennent peu leurs promesses. À la suite de l'effondrement de l'exécutif, le gouvernement britannique devient pessimiste concernant l'accomplissement du partage du pouvoir, et, par conséquent, la dimension pan-irlandaise devient la plus grande priorité politique du Parti social-démocrate et travailliste.
Fitt devient de plus en plus mécontent de ce qu'il considérait comme l'évolution du Parti social-démocrate et travailliste vers le nationalisme vert et l'accent mis sur la dimension pan-irlandaise. Il devient également davantage véhément dans sa condamnation de l'Armée républicaine irlandaise provisoire. Il devient la cible des sympathisants républicains en 1976 lorsqu'ils attaquent sa maison. 
Fitt déchante lorsqu'il découvre que le gouvernement britannique gouverne l'Irlande du Nord. Le secrétaire d'État travailliste pour l'Irlande du Nord Roy Mason consacre peu de temps et d'efforts aux initiatives politiques locales, optant plutôt pour une stratégie de criminalisation et tentant de vaincre militairement l'IRA. Ce changement de politique entraîne des plaintes croissantes de maltraitance des détenus. Le gouvernement travailliste minoritaire compte sur les votes unionistes au Parlement pour survivre et promet des sièges supplémentaires à Westminster pour l'Irlande du Nord, ce qui indique l'intégration avec la Grande-Bretagne plutôt qu'un partage décentralisé du pouvoir comme la préférence politique émergente du gouvernement. En 1979, Fitt s'abstient d'un vote crucial à la Chambre des communes du Royaume-Uni ayant renversé le gouvernement travailliste, citant la façon dont le gouvernement avait échoué à aider la population nationaliste et tenté de conclure un marché avec le Parti Unioniste de l'Ulster : "En aucun cas je ne soutiendrai le gouvernement travailliste lors d'un vote de confiance en raison de l'attitude du secrétaire d'État et des politiques nord-irlandaises". 
En 1979, Fitt pense que le Parti social-démocrate et travailliste avait changé et est simplement devenu un "parti nationaliste catholique". Il se sent seul et isolé au sein du parti avec Fortnight, un magazine de Belfast traitant des affaires actuelles, le décrivant à l'époque comme le "seul homme travailliste" de gauche. Fitt quitte ainsi le parti après avoir accepté des négociations constitutionnelles avec le Secrétaire d'État pour l'Irlande du Nord britannique Humphrey Atkins sans aucun projet d'une quelconque "dimension pan-irlandaise" et sa décision est rejetée par la conférence de parti du Parti social-démocrate et travailliste. Comme Paddy Devlin avant lui, il déclare que le Parti social-démocrate et travailliste a perdu de sa vigueur socialiste. 
Gerry Fitt entre dans les années 1980 sans être plus membre du Parti social-démocrate et travailliste mais demeure député du West Belfast. La politique dans les communautés nationalistes sont sur le point de changer alors que la manifestation des prisons concernant leur statut politique devient la Grève de la faim irlandaise de 1981 et le Sinn Féin provisoire fait un virage stratégique vers la politique électorale.
En 1981, Fitt s'oppose à la grève de la faim de la prison de Maze de Belfast. En avril, cette année-là, il contacte le Bureau pour l'Irlande du Nord afin d'obtenir la garantie que le gouvernement britannique ne céderait pas aux demandes de statut politique des grévistes de la faim. Dans le Parlement de Westminster, il exige au gouvernement conservateur de "ne pas faire l'erreur de leur accorder ce statut politique". 
Le mois suivant, en mai 1981, Fitt perd le siège du Conseil municipal de Belfast face à Fergus O'Hare, un membre de l'organisation d'extrême-gauche People's Democracy, ainsi qu'un important défenseur pour le statut politique ainsi que les droits des détenus de la Prison de Maze. La perte de son siège au Conseil municipal de Belfast dont il a été un éminent membre pendant de longues années, est le signal du début du déclin électoral de Gerry Fitt.
Le siège de Fitt à Westminster est ciblé par le Sinn Féin ainsi que le Parti social-démocrate et travailliste. En juin 1983, il perd le siège du Belfast West face à Gerry Adams, en partie en raison de la rivalité d'un candidat du Parti social-démocrate et travailliste. Fitt, se présentant comme un socialiste indépendant sans appareil de parti derrière lui et avec de nombreuses critiques nationalistes à son égard concernant sa position à propos de la grève de la faim de la prison de Maze, recueillant toujours plus d'une dizaine de milliers de votes, or, il perd le siège face à Gerry Adams ayant récolté 16 379 voix précisément et Joe Hendron du Parti social-démocrate et travailliste ayant totalisé 10 934 votes. 
Le mois suivant, le 14 octobre 1983, il est créé pair à vie britannique, recevant le titre de baron, de Bell's Hill dans le Comté de Down. (La famille de Fitt est contrainte d'abandonner Bell's Hill lors du Blitz de Belfast). Sa maison située à Belfast, sur la Antrim Road, proche du quartier républicain de New Lodge, est plastiquée un mois après sa nomination et Fitt déménage à Londres.
Gerry Fitt est un membre actif de la Chambre des lords, où il a vivement critiqué certains aspects de l'évolution politique nord-irlandaise. Jusqu'à la nomination de Margaret Ritchie en 2019, il est unique dans le sens où il est le seul nationaliste ou républicain nord-irlandais à avoir été nommé à la Chambre des Lords.
Bien que Fitt est considéré comme un homme politique nationaliste, sa carrière a souvent défié les termes traditionnels utilisés pour la discussion de la politique nord-irlandaise. Il déclare souvent qu'il se considère lui-même socialiste plutôt que nationaliste. Par exemple, le 11 octobre 1974, il déclare : "En Irlande du Nord, il est vraiment difficile d'être socialiste sans être qualifié de socialiste unioniste ou de socialiste anti-partitionniste, mais je suis socialiste...". 

## Décès
Fitt décède le 26 août 2005, à l'âge de 79 ans, à la suite d'une longue histoire de problèmes de cœur, veuf ayant survécu grâce à cinq de ses filles, dont l'une meurt avant lui. Lorsque ses filles avaient fait campagne pour lui lors des élections, elles étaient surnommées 'les Mademoiselles Fitts",.  